# عبير تنير

الإذاعية عبير تنير

عبير أحمد فاروق التنير ، (18 مايو 1966 - 18 ديسمبر 2006) من أشهر الأصوات الإذاعية بالمديرية العامة للإذاعة بسلطنة عمان إن لم تكن أشهرهم. عملت في إذاعة الإف أم العمانية منذ بداية التسعينيات وحتى عام 2006. تميزت بصوتها العذب ولهجتها المحببة التي جذبت جمهور المستمعين للإذاعة إف إم العمانية. توفيت في صباح 18 ديسمبر 2006م.

## المشوار المهني

مقالة عن عبير تنير ومشوارها الإذاعي من جريدة عمان أوبزرفر الأنجليزية بتاريخ 19 ديسمبر 2006

كانت صاحبة مشوار طويل مع الإذاعة العمانية، حيث عملت أولاً في إذاعة إف أم الإنجليزية المعروفة بالبرنامج الأوروبي وقدمت عدد من البرامج أشهرها برنامج (أحلى مسا) الذي استمر معها لعدة دورات برامجية من عام 1989 وحتى 1993. ثم عملت بمجال التسويق الذي كانت تعتبره هوايتها الأصلية.
وقد اعتاد المستمعون على صوت عبير تنير الذي رافقهم غالبية أيام الأسبوع عبر أثير برنامج الشباب في برامج المنوعات والمسابقات منها «هلا بالشباب» وحصة الإثنين «وأفضل الأغاني» وغني معي ثم تتابع بعد ذلك برنامج (أحلى مسا) كما كتبت في بداياتها تقارير باللغتين العربية والإنجليزية للتليفزيون لكنها لم تفكر يوماً في العمل بالتليفزيون. وكانت تسيطر تماماً على تخطيط برامجها وتنظيمها بالإضافة إلى العناية بالجانب الإعلاني.

## البداية

مقالة عن عبير تنير ومشوارها الإذاعي من جريدة الشبيبة بتاريخ 19 ديسمبر 2006

نشأت عبير من أصول فلسطينية، ودرست المرحلة الإعدادية والثانوية في مدرسة السلطان الخاصة التي أنهتها بحصولها على شهادة الثانوية العامة عام 1983م ثم أكملت دراستها الجامعية في المملكة المتحدة. درست إدارة الأعمال والتسويق أكاديمياً عقب حصولها على شهادة الثانوية العامة من سلطنة عمان.
وقد مارست العمل بالتسويق في جريدتي الشبيبة وتايمز أوف عمان الإنجليزية، ثم عادت إلى الإذاعة مرة أخرى عام 1998 إلى أن تم افتتاح برنامج الشباب الذائع السيط في عام 2003 فانضمت إليه. كما عملت في الدعاية والإعلان والسياحة ومجالات أخرى ذات علاقة.
ومنذ عملها مع برنامج الشباب أصبحت من أكثر المذيعات شهرة وشعبية بفضل صوتها العذب وطريقتها المحببة التلقائية مع المستمعين، ومع ذلك لم تسلم من سهام النقد التي وجهها إليها البعض، والتي كانت تصلها عن طريق الكتابة في الصحف أو على شبكة الإنترنت وبالذات في المنتديات العمانية منها سبلة العرب، لكنها لم تلقِ بالاً إلى منتقديها وواصلت عملها بنفس الأسلوب الذي كانت تصفه بالتلقائية وعدم التصنع.
كانت المذيعة الوحيدة التي رفضت التعامل مع النصوص المكتوبة في جميع برامجها حيث كانت ستخرج من برنامج (مساءات) الذي كانت تقدمه بسبب عدم قدرتها على التعامل مع النصوص المكتوبة وكانت تلتزم فقط بنصف صفحة من 50 صفحة مكتوبة.
كانت برامج عبير تنير - خاصة برنامج أحلى مسا - من أكثر البرامج جذباً للإعلانات من جانب الشركات المعلنة. وأكثر الأصوات ألفة بين جمهور المستمعين.
لعل أشهر تغطياتها للأحداث كانت تغطيتها لمهرجان مسقط ومهرجان خريف صلالة على الهواء مباشرة.

## الأنشطة الاجتماعية والحياة الخاصة
في بداية الثمانينيات كانت عضو فعال متطوعة في جمعية الأطفال المعوقين العمانية. كما كانت لها اهتمامات خاصة في تصميم المجوهرات. عبير تنير متزوجة من محمد نظام البلوشي ولها ابن واحد اسمه آدم.

## وفاتها
توفيت في صباح 18 ديسمبر 2006م. عقب مضاعفات عملية جراحية خضعت لها في لبنان وأدخلتها في غيبوبة منذ الخميس 14 ديسمبر 2006 دخلت على أثرها العناية المركزة في سلطنة عمان، وعلى الرغم من تحسن حالتها الصحية في الأربعة أيام الأخيرة، إلا أنها وافتها المنية ودفنت بالسلطنة. وقد نعتها الصحف الرسمية الثلاث كما نعاها برنامج الشباب الذي كانت من رواده وأبرز نجومه.

### التغطية الإعلامية لوفاة عبير تنير
جريدة الشبيبة : قامت جريدة الشبيبة بإفراد تقرير عن مشوار عبير تنير من كتابة مديحة عثمان، حيث تحدث المقال عن مشوار عبير من بدايته بالإضافة إلى تضمين لقاء صحفي في وقت سابق مع عبير تنير تناول الانتقادات التي كانت توجه لعبير تنير من حيث الأسلوب التلقائي ولهجتها المحببة التي جذبت جمهور المستمعين لبرامجها على مدار سنوات. كما تضمن التحقيق شهادات من زملائها الذين عملوا معها وشاركوها مشهوارها الإعلامي منهم ندى البلوشي وسهى الرقيشي.
جريدة عمان أوبزرفر : لم يفت جريدة عمان أوبزرفر الإنجليزية أن تتحدث عن مشوار عبير الإعلامي وتحدثت مذيعة برنامج إف إم الإنجليزي لاكشمي كوتانت عن زميلة مشوارها عبير تنير، حيث تحدثت عن بدء خروجهم لتغطية الأحداث على الهواء مباشرة والتفاف الجماهير حول عبير تنير، بالإضافة إلى سرد لمشوار حياتها مع الإذاعة.
جريدة الوطن : على الرغم من قصر الخبر الذي نشر في جريدة الوطن إلا أن الجريدة حملت رسائل القراء أبرزها المذيع العماني المعروف على المستوى المحلي - حميد البلوشي - الذي شارك عبير بدايات تأسيس برنامج الشباب - في عدد الجمعة 22 ديسمبر والذي عبر من خلال رسالته عن دهشته من عدم ذكر اسم عبير تنير ضمن الأسماء الفائزة في مسابقة الإبداع الإعلامي التي كانت قد أقيمت مؤخراً بالسلطنة مستعرضاً خلال ذلك تجربته الشخصية مع عبير تنير الإنسانة والمذيعة.
جريدة عمان : قام المذيع والكاتب سليمان المعمري برثاء عبير تنير في عمود مراس في عدد 27 ديسمبر 2006 متعجباً من عدم ذكر اسم عبير تنير في حفل تكريم الإبداع الثقافي والذي أُقيم في مساء يوم وفاتها.
جريدة فتون الأسبوعية : ركزت في عدد 25 ديسمبر على مخرج برنامجها محمود عبيد الحسني، حيث أشار إلى حب عبير لعملها وحبها للأعمال الخيرية وأشار إلى بناء المساجد وعن طيبتها، كما أشار إلى اعتمادها التلقائية في عملها مشيراً إلى أنها قد تكون من أنجح المذيعات على مستوى الخليج العربي، وعن خامة صوتها المميزة. كما تحدث المخرج نصر الحوسني عن علاقته العائلية بها وفضلها في ظهوره في عالم الإذاعة العمانية.
مجلة الرؤيا الشهرية : أفردت مجلة الرؤيا الشهرية تحقيق شامل من 4 صفحات في عدد يناير 2007 تحدث عن عبير ومشوارها مع زملائها ورفقاء دربها الإذاعي في سلطنة عمان.
المنتديات : على المستوى الشعبي عبر الناس عن حزنهم في المواقع الشخصية على الإنترنت بالإضافة إلى المنتديات العمانية المختلفة التي أذاعت الخبر.

## المصدر
- تحقيق صحفي بتاريخ 19 ديسمبر 2006م من كتابة مديحة عثمان، جريدة الشبيبة
- خبر وفاة عبير تنير من موقع جريدة الوطن العمانية
- رثاء عبير تنير من مقال سليمان المعمري من موقع جريدة عمان الجريدة العمانية الرسمية
- تحقيق في جريدة عمان أوبزرفر
- عبير أحمد التنير من وفيات دوت نت
- تحقيق صحفي من مجلة الرؤيا عدد يناير 2007